# Factoring České spořitelny
Factoring České spořitelny a.s. je česká akciová společnost poskytující finanční služby v oblasti faktoringu. Vznikl v roce 1995.V letech 2013-2018 působil pod značkou Erste Factoring, .Společnost klientům nabízí financování, správu a inkaso pohledávek, a ručení za nezaplacení vůči smluvním odběratelům. Od roku 2001 je členem Finanční skupiny České spořitelny, která je 100% vlastníkem Factoringu ČS.
Jedná se o jednu z největších společností působících na českém factoringovém trhu: Od roku 2004 byl Factoring ČS první na českém factoringovém trhu v celkovém obchodním obratu, v roce 2012 byl jeho podíl téměř 32 %, zatímco podle údajů AFS za 1. pololetí 2008 měl 22,8 %. V roce 2013 se tržní podíl zvýšil na 36,7 procenta a v oblasti bezregresního faktoringu na 59 procent. Rok 2022 byl pro společnost jako jeden z nejúspěšnějších let v historii společnosti, což potvrzuje i zvýšení jejího obratu a hodnota čistého zisku.
Factoring České spořitelny je členem sítě mezinárodní Factors Chain International (FCI) a zakládajícím členem Asociace factoringových společností (AFS) v České republice.